# Cima Venezia
Le Cime Venezia (quota massima 3.386 m s.l.m. - Veneziaspitze in tedesco) sono una catena di tre montagne del Gruppo Ortles-Cevedale nelle Alpi Retiche meridionali.
Si trova lungo la linea di confine tra il Trentino e l'Alto Adige ed in particolare separa la Val Martello a nord dalla Val di Peio a sud.

## Descrizione
Le Tre Venezie sono una dorsale di circa un chilometro che si mantiene costante sopra i 3300 metri di quota.
Si identificano tre cime.
| Italiano             | Tedesco              | Altezza       | Posizione           |
| -------------------- | -------------------- | ------------- | ------------------- |
| Cima Venezia         | Veneziaspitze        | 3386 m s.l.m. | 46.4538°N 10.6893°E |
| Seconda Cima Venezia | Zweite Veneziaspitze | 3371 m s.l.m. | 46.4559°N 10.6906°E |
| Terza Cima Venezia   | Dritte Veneziaspitze | 3356 m s.l.m. | 46.458°N 10.6955°E  |

Assieme alla Cima Sternai ed il Gioveretto risultano essere i massicci più imponenti del Gruppo Ortles-Cevedale ad oriente del Monte Cevedale.
Un tempo dominavano il Ghiacciaio del Careser.

## Ascensione
Si può salire sulle tre cime che compongono il massiccio partendo dal Rifugio Larcher, dal Rifugio Dorigoni, dal Rifugio Martello o dal Rifugio Corsi.
Le tempistiche e le difficoltà variano in base all'itinerario scelto ma in generale il percorso è alpinistico e richiede tra le 3 e le 5 ore partendo da uno dei rifugi sopra elencati.
Una gita "classica" è la traversata delle Tre Venezie che prevede l'ascensione di tutte e tre le cime da ovest verso est, da Cima Marmotta (3300 m s.l.m.) alla Vedretta Serana.
La Terza Cima Venezia è una meta classica scialpinistica: la salita avviene generalmente dalla Val Martello attraverso la Vedretta Serana.